# Vertebrae
Vertebrae è il decimo album in studio del gruppo musicale progressive black metal norvegese Enslaved, pubblicato nel 2008.

## Tracce
1. Clouds – 6:09
2. To the Coast – 6:27
3. Ground – 6:38
4. Vertebrae – 5:01
5. New Dawn – 5:23
6. Relections – 7:45
7. Center – 7:33
8. The Watcher – 4:11

## Formazione
- Grutle Kjellson - basso, basso
- Ivar Bjørnson - chitarra
- Arve Isdal - chitarra
- Herbrand Larsen - tastiera, voce
- Cato Bekkevold - batteria, percussioni